# STS-44
STS-44, voluit Space Transportation System-44, was een spaceshuttlemissie van de Atlantis. Deze missie werd uitgevoerd in opdracht van het United States Department of Defense. Tijdens de missie werd een satelliet van het Defense Support Program (DSP) in een baan rond de aarde gebracht.

## Bemanning
| Positie            | Lancering                         | Landing                           |                                |
| ------------------ | --------------------------------- | --------------------------------- | ------------------------------ |
| Bevelhebber        | Frederick Gregory 3e ruimtevlucht | Frederick Gregory 3e ruimtevlucht |                                |
| Piloot             | Terence Henricks 1e ruimtevlucht  | Terence Henricks 1e ruimtevlucht  |                                |
| Missiespecialist 1 | James Voss 1e ruimtevlucht        | James Voss 1e ruimtevlucht        |                                |
| Missiespecialist 2 | Story Musgrave 4e ruimtevlucht    | Story Musgrave 4e ruimtevlucht    | Story Musgrave 4e ruimtevlucht |
| Missiespecialist 3 | Mario Runco 1e ruimtevlucht       | Mario Runco 1e ruimtevlucht       | Mario Runco 1e ruimtevlucht    |
| Ladingspecialist 1 | Thomas Hennen 1e ruimtevlucht     | Thomas Hennen 1e ruimtevlucht     | Thomas Hennen 1e ruimtevlucht  |

## Media

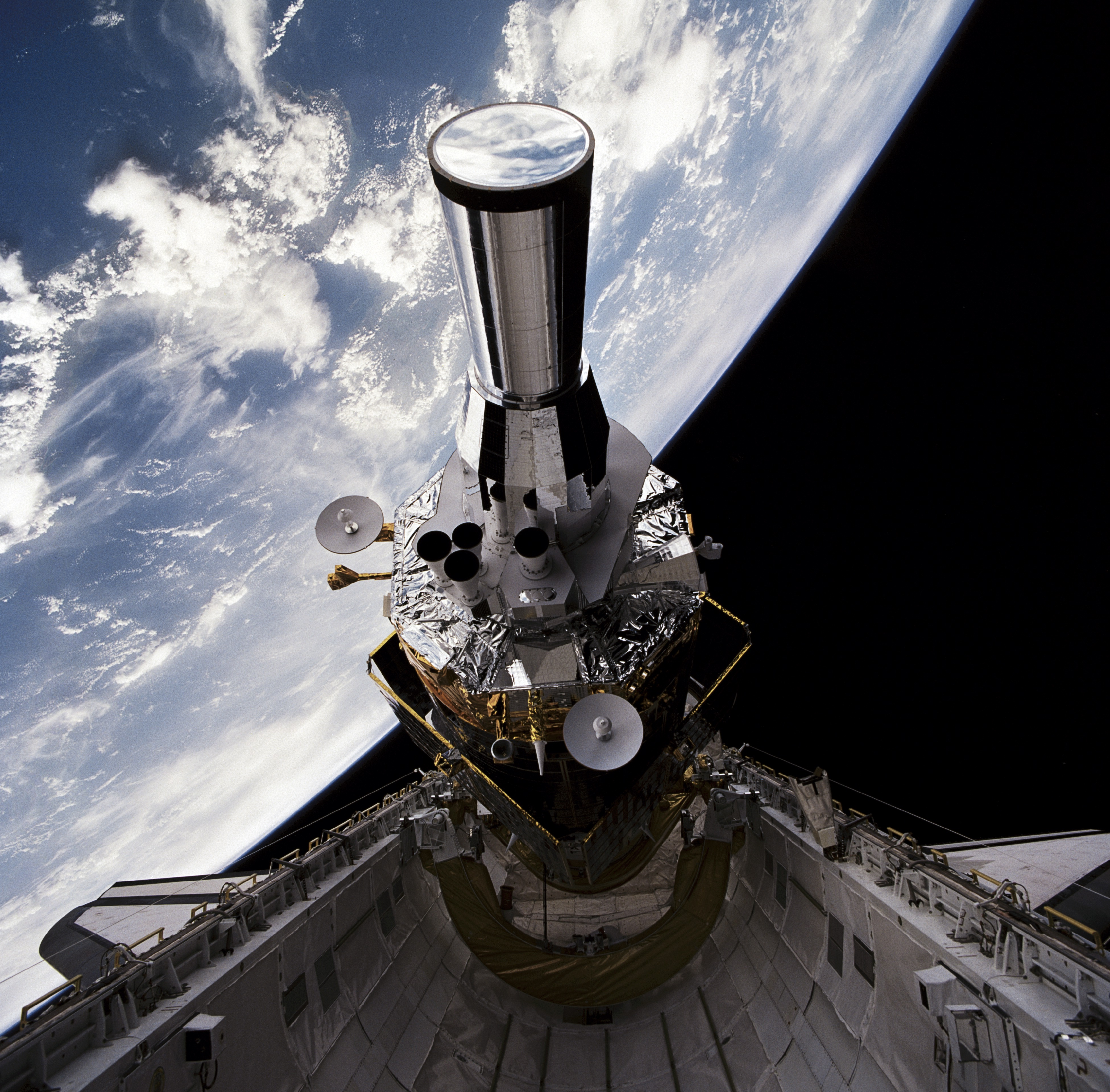
DPS satelliet

STS-51-J · STS-61-B · STS-27 · STS-30 · STS-34 · STS-36 · STS-38 · STS-37 · STS-43 · STS-44 · STS-45 · STS-46 · STS-66 · STS-71 · STS-74 · STS-76 · STS-79 · STS-81 · STS-84 · STS-86 · STS-101 · STS-106 · STS-98 · STS-104 · STS-110 · STS-112 · STS-115 · STS-117 · STS-122 · STS-125 · STS-129 · STS-132 · STS-135